# Gare de Saint-Romain-de-Popey
Gare de Saint-Romain-de-Popey vasútállomás Franciaországban, Saint-Romain-de-Popey településen.

## Vasútvonalak
Az állomást az alábbi vasútvonalak érintik:
- Coteau–Saint-Germain-au-Mont-d'Or-vasútvonal

## Kapcsolódó állomások
A vasútállomáshoz az alábbi állomások vannak a legközelebb:
- Gare de Pontcharra - Saint-Forgeux (Coteau–Saint-Germain-au-Mont-d'Or-vasútvonal)
- Gare de l'Arbresle (Coteau–Saint-Germain-au-Mont-d'Or-vasútvonal)